# Winterpalais Prinz Eugen
Das Winterpalais (Stadtpalais) des Prinzen Eugen von Savoyen ist ein bedeutendes hochbarockes Palais in der Wiener Inneren Stadt (1. Bezirk), Himmelpfortgasse 8. Es diente dem Feldherrn vornehmlich als Winterresidenz, während er die Sommer in Schloss Belvedere verbrachte.
Die historischen Räume in der Beletage waren von 1848 bis zur 2007 begonnenen Generalsanierung des Stadtpalais Sitz des Bundesministeriums für Finanzen. Im Zuge dieser Arbeiten wurden die Prunkräume originalgetreu restauriert und präsentierten sich in für Prinz Eugen gestalteter barocker Opulenz. Das Ministerium übertrug im Herbst 2013 die vorher von ihm selbst benutzten Prunkräume als Bundesmuseum vorübergehend an die Österreichische Galerie Belvedere, welche, beginnend mit dem 350. Geburtstag des Prinzen, das Palais als weiteren Standort seiner Kunstsammlung und für Sonderausstellungen nutzte und der Öffentlichkeit zugänglich machte. Das Finanzministerium hat die Räumlichkeiten wunschgemäß Ende Oktober 2017 zur eigenen Verwendung zurückerhalten.

## Historische Funktion
Das Stadt- oder Winterpalais des Prinzen Eugen von Savoyen in der heutigen (bis 1857 ummauerten) Altstadt Wiens war Hauptwohnsitz des erfolgreichen Feldherrn. Hier befanden sich die größten Teile der berühmten Sammlungen des Hausherrn, darunter die außergewöhnlich umfangreiche Bibliothek.
Das Stadtpalais diente vor allem auch repräsentativen Zwecken. Prinz Eugen übte hochrangige Funktionen der Habsburgermonarchie aus, – unter anderem war er 1703–1736 Präsident des Hofkriegsrates und 1714–1724 formal Statthalter der österreichischen Niederlande. Daher musste er entsprechende Empfänge und Audienzen geben.

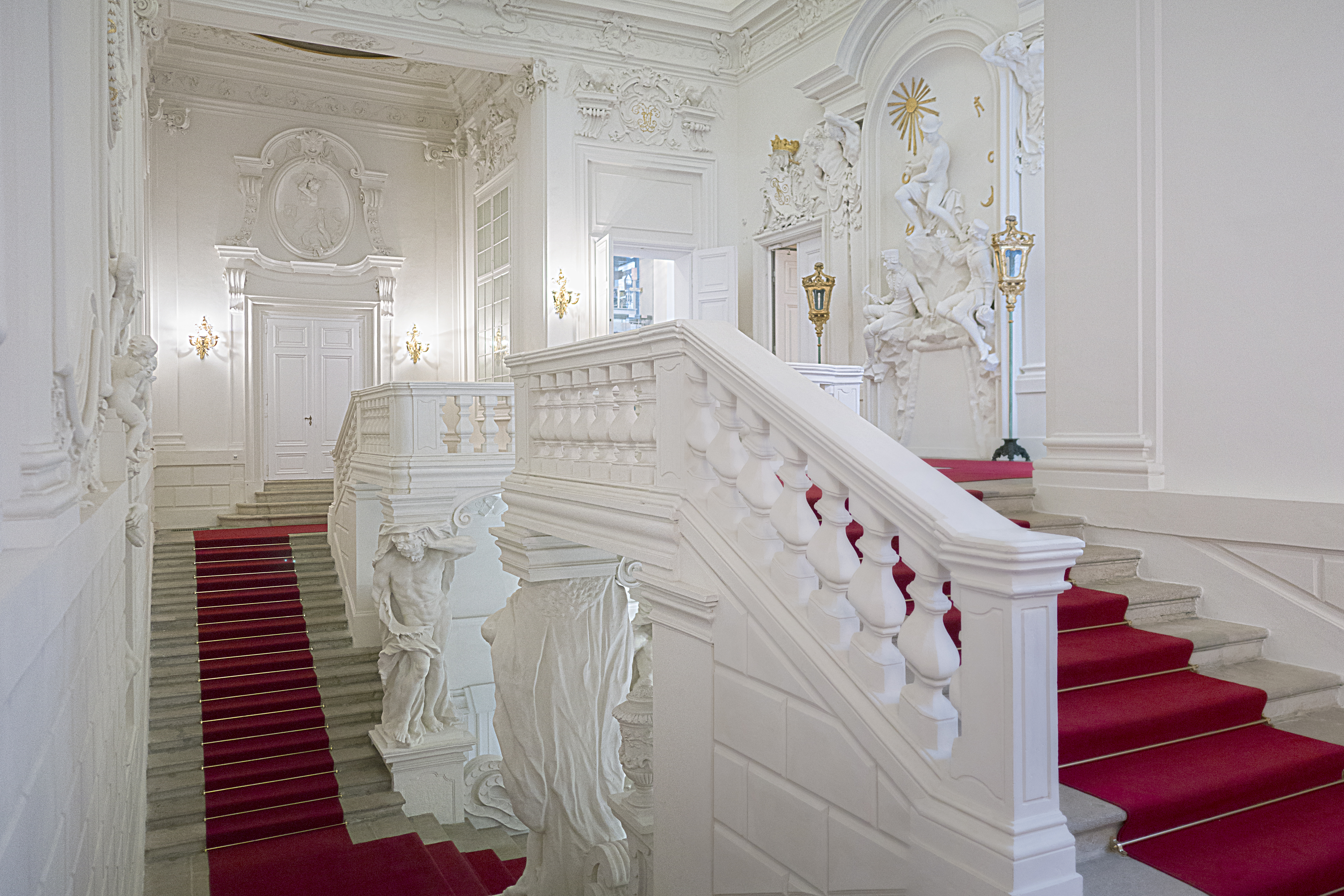
Die Prunkstiege mit Figuren des Bildhauers Giovanni Giuliani

In städtebaulicher Hinsicht stellt das Palais eine Besonderheit dar, da Prinz Eugen für seinen Wohnsitz keinen standesgemäßen Bauplatz – wie etwa die der Hofburg noch nähere Herrengasse – wählte, sondern die enge, weniger spektakuläre Himmelpfortgasse, benannt nach dem Himmelpfortkloster. Nach seiner Ankunft in Wien hatte der erfolgreiche Feldherr über keine eigene Wohnung verfügt und lebte im Hause seines Onkels, des damaligen spanischen Botschafters Carlo Emanuele d‘Este
Von Herbst 2013 bis Oktober 2017 waren die Prunkräume des Gebäudes unter der Bezeichnung Winterpalais Teil der Österreichische Galerie Belvedere.

## Geschichte

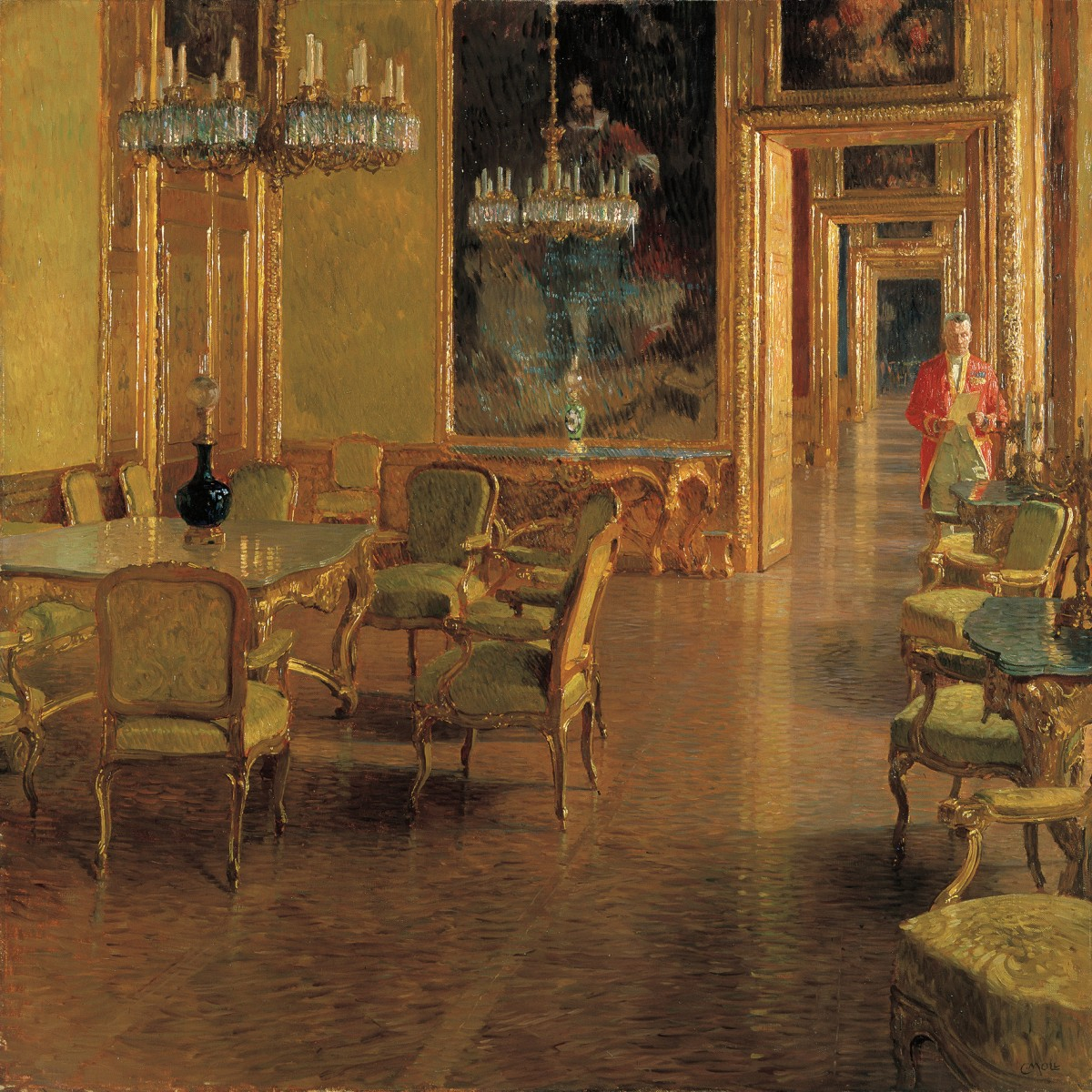
Carl Moll: Interieur im Winterpalais des Prinzen Eugen von Savoyen in der Himmelpfortgasse, 1907/1908, Belvedere, Wien

Das Winterpalais bzw. Stadtpalais war der erste Prunkbau Prinz Eugens in Wien. Erst später setzte er mit dem Unteren und Oberen Belvedere zu noch größerer Pracht an. Das Winterpalais entstand in drei Bauphasen zwischen 1697 und 1724 in seiner heutigen Größe.
1693 und 1694 sind erste Grundstückskäufe dokumentiert; in das Areal wurden mehrere ältere Häuser und auch ein frühbarocker Theatersaal einbezogen. 1697 begann Johann Bernhard Fischer von Erlach im Auftrag von Prinz Eugen mit der Errichtung eines siebenachsigen Palais; sein Bauführer war Andrea Simone Carove. Den Steinmetzauftrag erhielt Johann Thomas Schilck, mit familiären Kontakten sowohl nach Eggenburg wie auch nach Kaisersteinbruch. Durch geplante Heiraten hatten sich diese beiden Steinmetzzentren bei Wien geschäftlich abgesichert. So bestimmen auch die Steinarten Zogelsdorfer Stein und Kaiserstein das Palais.
Das große Portal mit den seitlichen Reliefs (links: Herkules im Kampf gegen den Riesen Antaeus; rechts: Aeneas rettet seinen Vater aus dem brennenden Troja) ist aus Kaiserstein gearbeitet, Bildhauer war Lorenzo Mattielli. Aus dieser Bauphase stammt auch das bemerkenswerte Stiegenhaus, die Stufen aus Kaiserstein, mit den Atlantenfiguren, die statt Säulen als Stützen dienen. Im Zentrum steht ein ruhender Herkules, über dem das Profilporträt des Prinzen zum Ölgemälde von Louis Dorigny mit der Darstellung des „Apollo im Sonnenwagen“ (1710/11) weiterleitet. Die Skulpturen aus Zogelsdorfer Stein im Stiegenhaus stammen von Giovanni Giuliani, die Stuckarbeiten stammen vom Stukkateur Santino Bussi. Lieferungen aus Kaisersteinbruch erfolgten von Meister Reichardt Fux. Der wichtigste noch unter der Leitung von Fischer von Erlach vollendete Raum ist der sog. Rote Salon, das ehemalige Audienzzimmer. Hier malten die 1697 nach Wien gerufenen Maler Marcantonio Chiarini (Quadratur) und Andrea Lanzani (Figuren) die „Aufnahme des Herkules in den Olymp“.

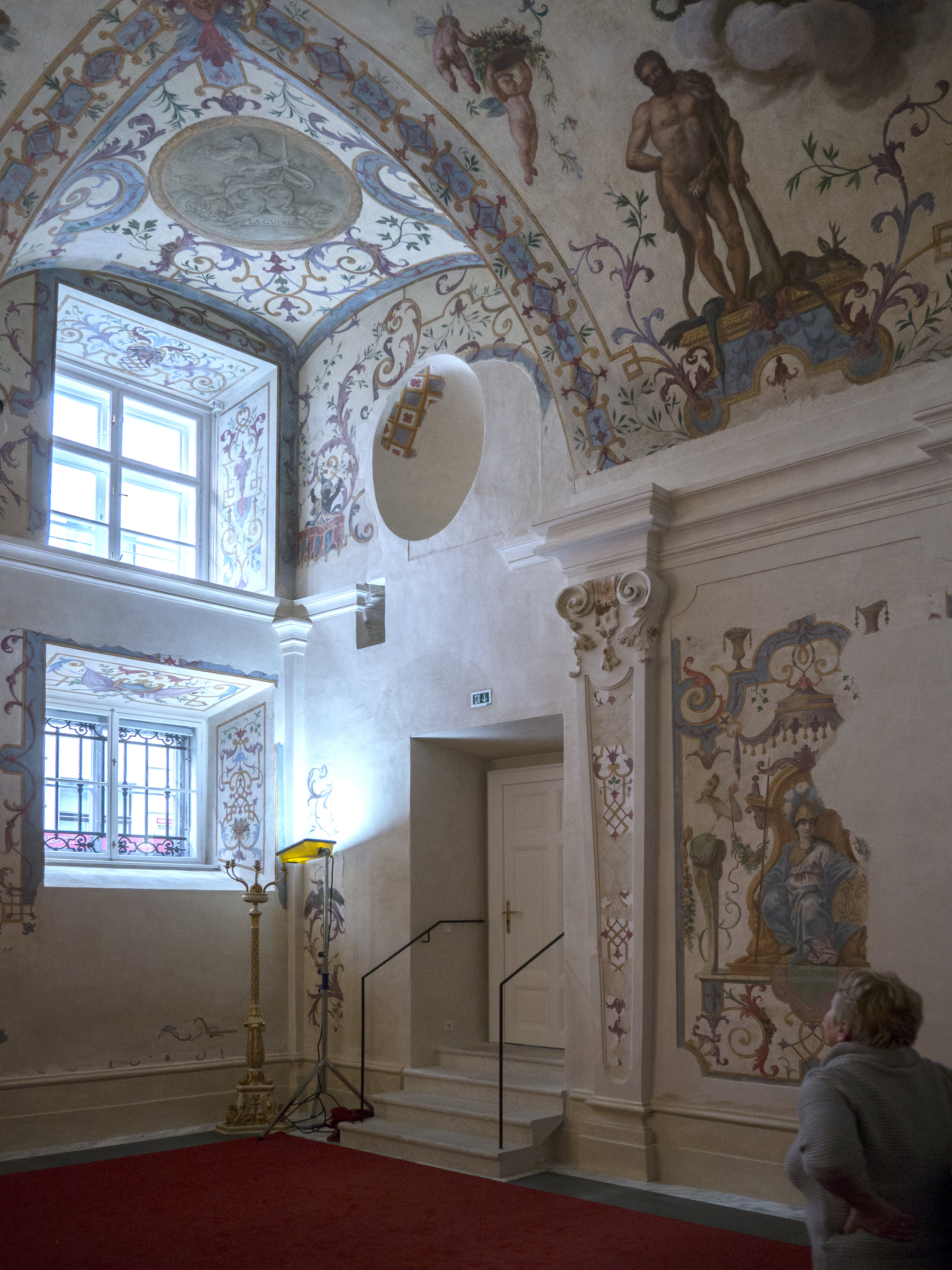
Ecke der sala terrena mit Minerva

1702 wurde der Bau von Johann Lucas von Hildebrandt übernommen. Mit dem Ankauf eines weiteren Nachbargrundstückes 1703 folgte 1708 bis 1711 die nächste Bauphase, bei der Hildebrandt das Palais deutlich vergrößerte und auf zwölf Fensterachsen erweiterte. Das hinzugekommene zweite Portal bildet heute das linke Tor. In dieser Phase entstanden einige Prunksäle, vor allem das „Goldkabinett“ mit einem Ölgemälde Solimenas als Zentrum. Steinmetzarbeiten lieferten hier die Kaisersteinbrucher Meister Giovanni Battista Passerini und Elias Hügel.

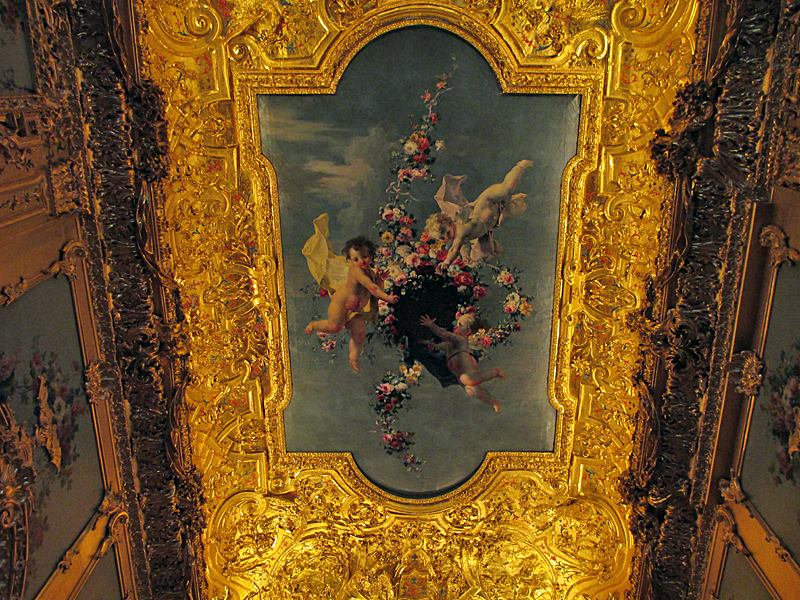
Decke im Goldkabinett

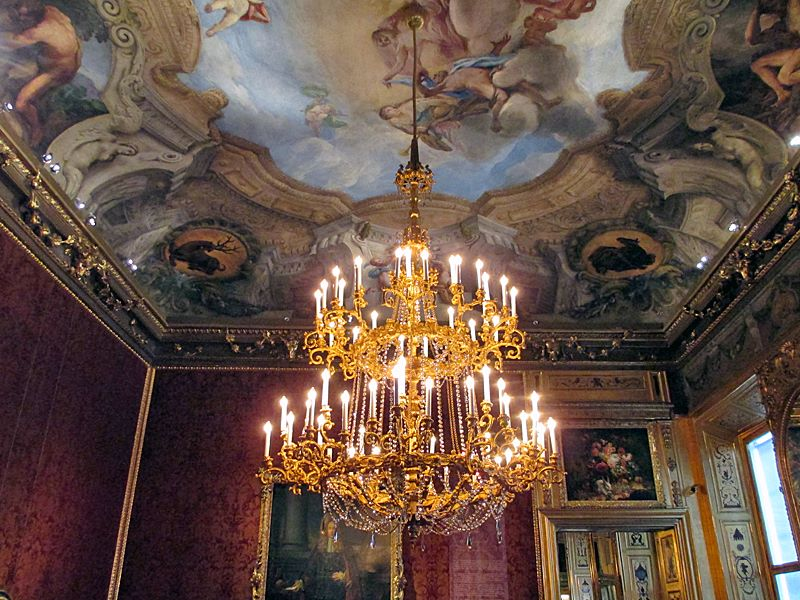
Offizielles Audienzzimmer mit dem Deckenfresko „Aufnahme des Herkules in den Olymp“ von Marcantonio Chiarini und Louis Dorigny

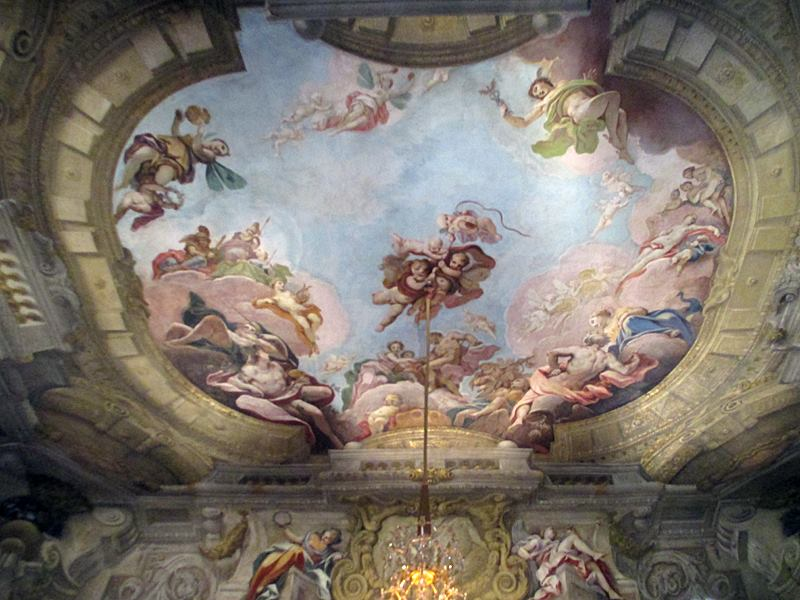
Deckenfresko im Paradeschlafzimmer „Vermählung von Herkules und Hebe“ von Marcantonio Chiarini und Louis Dorigny

Um 1710 erfolgte der Einbau der heute nicht mehr erhaltenen Hauskapelle und einer Galerie. Auch der zentrale Repräsentationsraum, der sogenannte „Blaue Salon“ mit Fresken von Marcantonio Chiarini und Louis Dorigny, stammt aus dieser Zeit.
Mit dem dritten Bauabschnitt, dem 1719 wiederum der Kauf eines neuen Grundstücks vorangegangen war, folgte 1723/24 die abermalige Erweiterung des Prachtbaus auf nun 17 Fensterachsen. Auch ein Bibliothekstrakt und ein drittes Portal, das heutige rechte Tor, wurde errichtet. Steinmetzarbeiten lieferte wiederum Elias Hügel. Lorenzo Mattielli gestaltete die Torreliefs und den Wandzierbrunnen im Hof.
Während der letzten Restaurierung wurde neben dem Vestibül eine Sala terrena mit Groteskenmalereien von Jonas Drentwett entdeckt. Dieser über Jahrzehnte für die Aktenablage verwendete Raum wird in den Quellen nicht erwähnt. Da jedoch im Medaillon mit der Darstellung der „Histoire“ in der Mitte der Fensterwand unter den von Prinz Eugen gefochtenen Schlachten auch „Höchstätt“ (Zweite Schlacht bei Höchstädt August 1704) angeführt wird, kann die Freskierung auf nach 1704 datiert werden.
Prinz Eugen starb 1736. Seine Nichte Anna Viktoria von Savoyen, seit 17. April 1738 verehelichte Prinzessin von Sachsen-Hildburghausen, wurde als Erbin zu einer der reichsten Frauen Europas. (Ihr Ehemann Joseph Friedrich von Sachsen-Hildburghausen diente den Habsburgern als Feldherr und Militärverwalter.) Sie versteigerte Eugens Besitz; das Palais fiel (wie die meisten anderen Bauten des Prinzen) an den kaiserlichen Hof und war nach einem Umbau durch Nikolaus Pacassi 1752 Sitz verschiedener staatlicher Institutionen, seit 1848 des k.k. Ministeriums der Finanzen.
1752 erwarb Kaiserin Maria Theresia (1717–1780) das damals seit 18 Jahren leerstehende Palais und bestimmte es zum Sitz der obersten Münz- und Bergbaubehörde als Abteilung der zentralen Finanzbehörde (Hofkammer) in der Habsburger Monarchie. Der kaiserliche Hofarchitekt Nikolaus Pacassi nahm die erforderlichen Umbaumaßnahmen vor. Nachdem die Münz- und Montandirektion wieder ausgesiedelt worden war, zog die k. k. Hofkammer als oberste Finanz- und Wirtschaftsbehörde in das Palaisgebäude ein, von 1782 bis 1797 residierte in ihm die oberste Justizbehörde. 1841 fand eine umfangreiche Restaurierung statt. Die Räume in der Beletage waren von 1848 bis zur 2007 begonnenen Generalsanierung des Stadtpalais Sitz des Finanzministeriums, seit 1920 Bundesministerium für Finanzen. Bereits unter dem 1848 eingerichteten k. (u.) k. Finanzministerium erfolgten immer wieder Adaptierungen und Restaurierungen.
Als Hofärar, vom Kaiserhaus verwaltetes Staatsvermögen, fiel das Palais 1918 beim Zerfall der Habsburgermonarchie an das seit 12. November 1918 republikanische Deutschösterreich, seit 1919 Republik Österreich genannt.
Die Prunkstiege entging am 8. April 1945 nur knapp der Zerstörung. An diesem Sonntag erfolgte um 14 Uhr im Zuge der Eroberung Wiens durch die Rote Armee ein Angriff sowjetischer Flugzeuge auf die Innere Stadt. Dabei durchschlug eine Bombe das Dach des Palais und explodierte auf dem Dachboden. Das Deckengemälde des französischen Malers Louis Dorigny wurde beschädigt, konnte jedoch von Experten der Akademie der bildenden Künste wieder hergestellt werden.
1945 bis 1947 wurden die Kriegsschäden behoben und 1967 bis 1973 eine erste Sanierung der Prunkräume durchgeführt. Diese bestehen aus dem Blauen Salon, dem einstigen Paradezimmer mit blauer Tapezierung, dem Roten Salon, dem einstigen Audienzzimmer, dem Gelben Salon als Teil der einstigen Galerie Eugens, dem Goldkabinett, dem einstigen Frühstückszimmer, dem Grünen Salon, der abschließend mit dem Schlachtenbildersaal einstmals einen Bibliothekssaal bildete. 1985 wurde die Fassade saniert, 1995 wurden im Haupteingang die Fresken freigelegt.
Von 2007 bis 2013 wurde das Stadtpalais im Auftrag des Bundesministeriums für Finanzen generalsaniert. Im Herbst/Winter 2019/2020 fanden hier, vom Fernsehen oft berichtet, die Koalitionsverhandlungen zwischen der ÖVP und den Grünen zur Bildung der Bundesregierung Kurz II statt.